# Jerrisbek

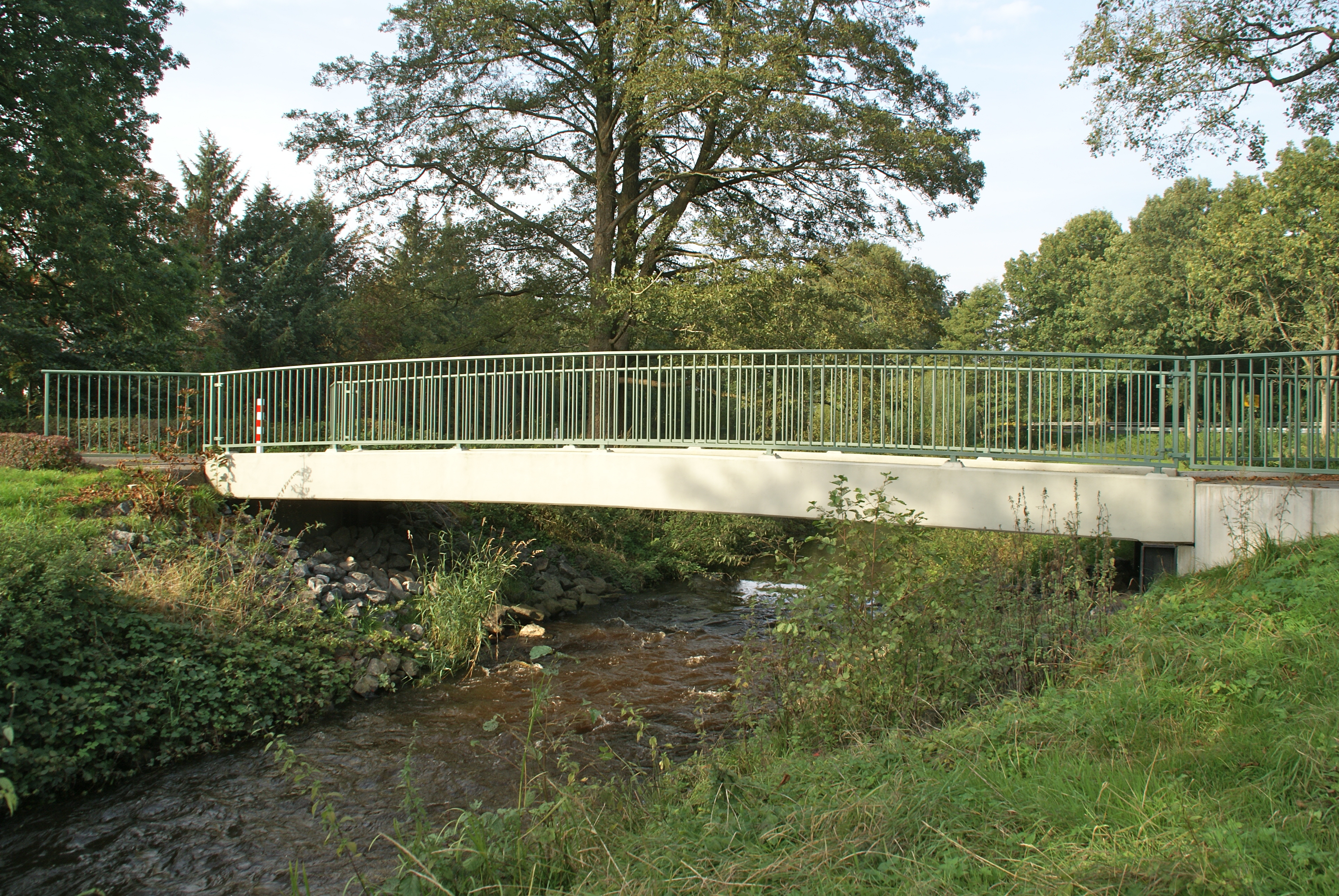
El pont al Jerrisbek a Kleinjörl

El Jerrisbek (danès  Jerrisbæ) és un riu petit a Slesvig-Holstein (Alemanya). Neix als prats molls al costat del nucli d'Haurup a Handewitt i desemboca al Treene a Sollerup. Al poble de Sollerup- Mühle (=molí de Sollerup) hi ha un molí elèctric modern, que antigament s'engegava amb la força hidràulica del riu.

## Afluent
- Jörlau

## Etimologia
Jerrisbek és una composició de dos mots danèsos jern (fer) i ris (bosc) i amb l'afix baix alemany bek (rierol). El nom s'explica pel fet que hi havia una concentració de pedres ferroses amb una concentració elevada de limonita a la vall del riu.

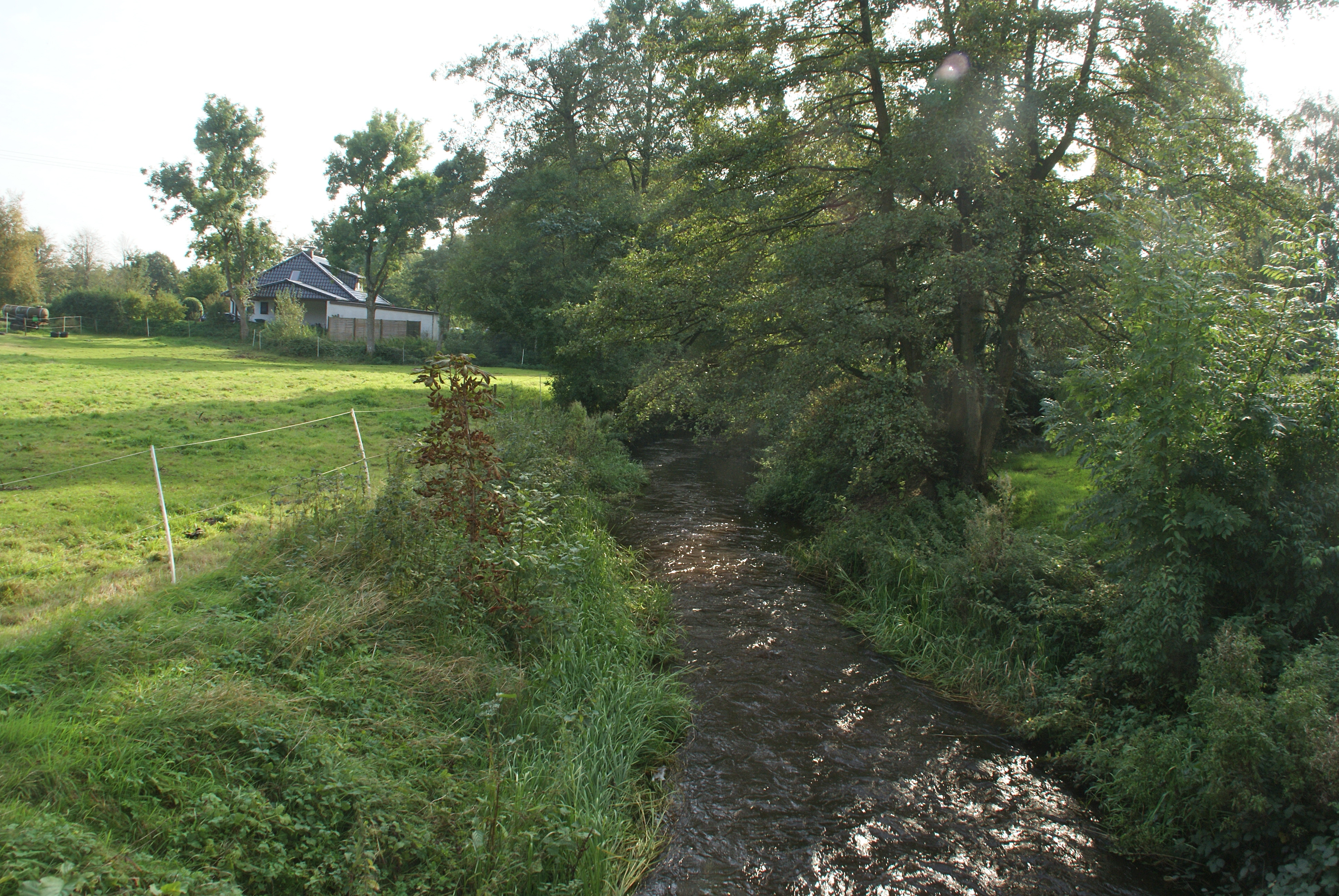
El riu en travessar Kleinjörl
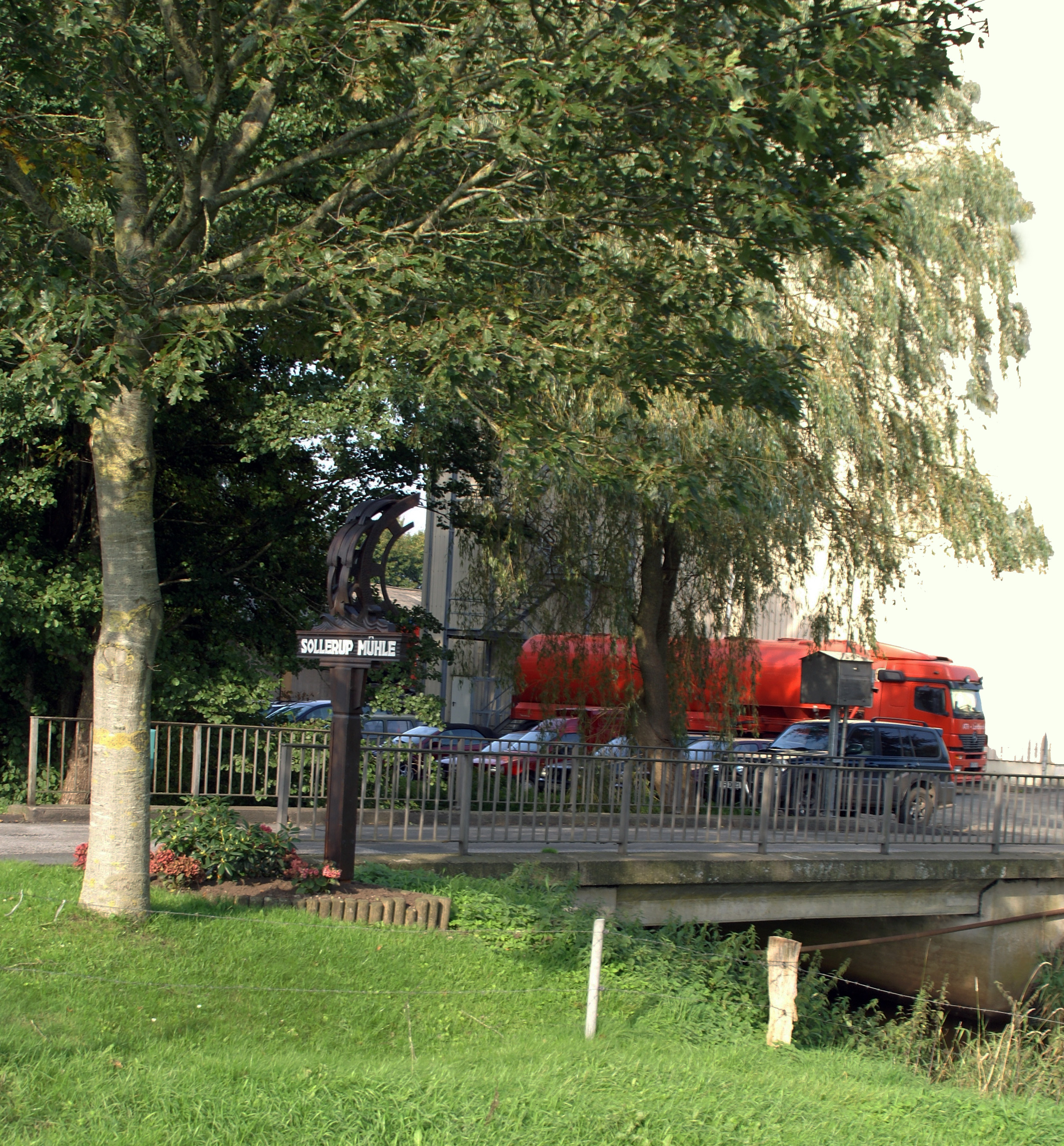
Pont a Sollerupmühle
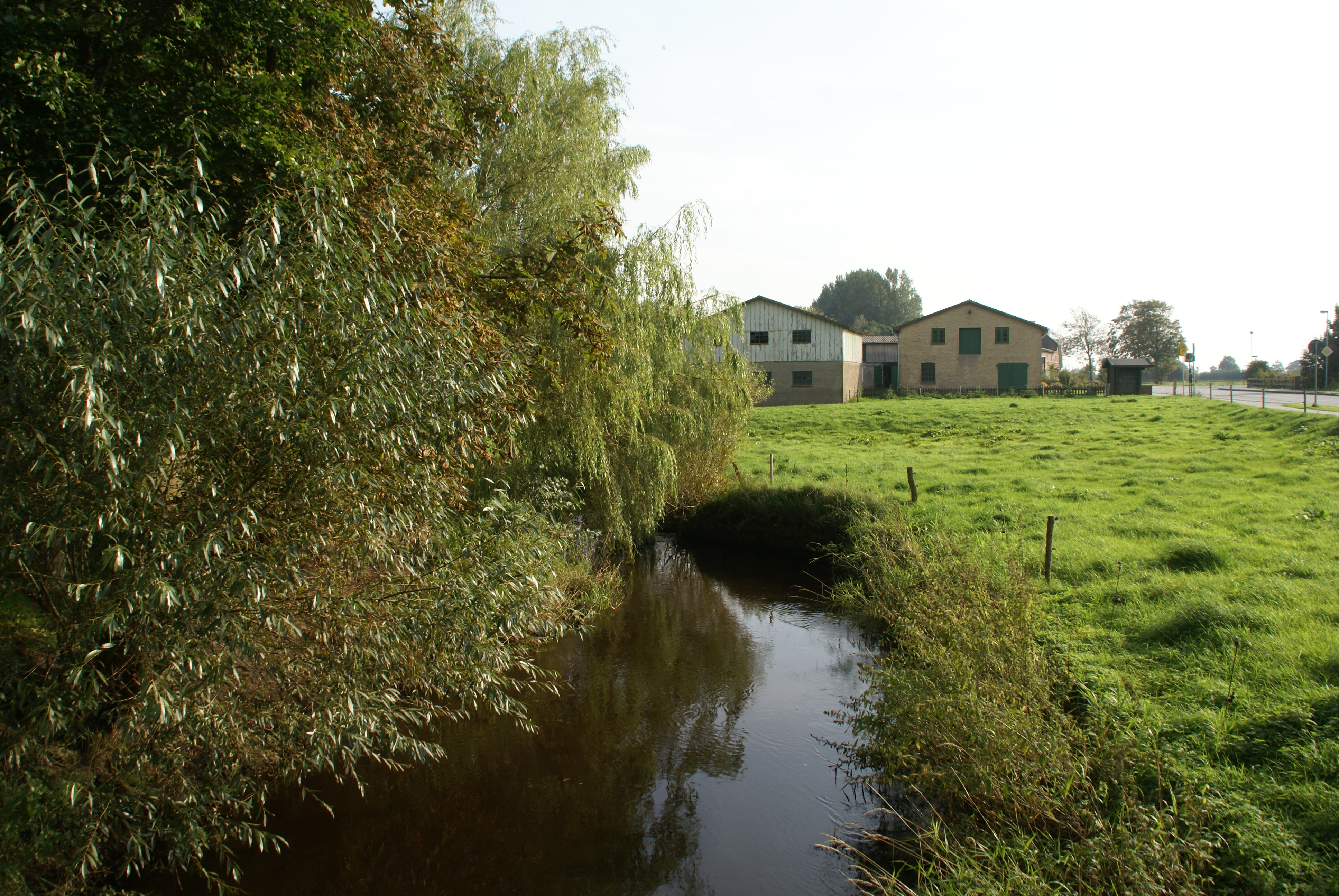
El riu a prop de Sollerupmühle